# Ploča (kanton hercegowińsko-neretwiański)
Ploča – wieś w Bośni i Hercegowinie, w Federacji Bośni i Hercegowiny, w kantonie hercegowińsko-neretwiańskim, w gminie Prozor-Rama. W 2013 roku liczyła 229 mieszkańców, z czego większość stanowili Chorwaci.